# Capilla de Santa Brígida
La Capilla de Santa Brígida
 (en francés: Chapelle Sainte-Brigide) se asienta sobre una colina con vistas a la ciudad a 30 metros de Fosses-la-Ville, en la provincia de Namur (Región Valona de Bélgica). Esta antigua y amplia capilla está bajo la protección de Santa Brígida, una monja irlandesa.
Los Monjes irlandeses de San Feuillien construyeron una pequeña capilla de madera con una pequeña ermita en el siglo séptimo u octavo. Las reliquias de Santa Brígida son protegidas y veneradas acá. Brigída era una monja irlandesa y fundadora del monasterio mixto de Kildare (Irlanda), murió en el 525, y su veneración es muy popular en el país de San Feuillien.

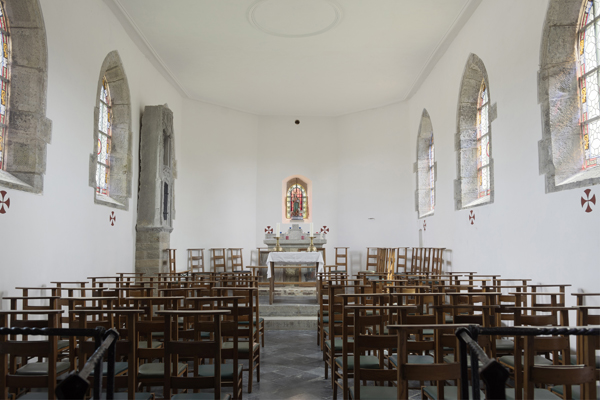
Interior
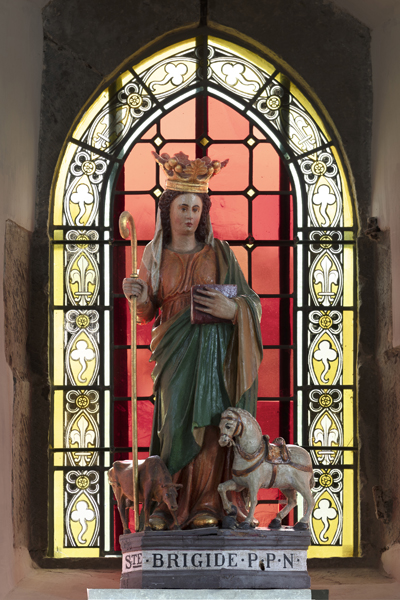
Santa Brígida
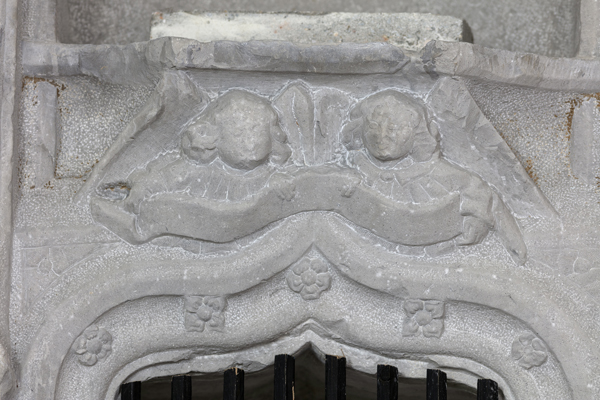
Tabernáculo